# 상위성
상위성(epistasis)은 한 유전자가 발현형질로 나타날 때 다른 유전자가 영향을 주는 현상에 대한 집단유전학의 개념이다.

## 개요

돌연변이와 적응도 사이의 상관 그래프. 긍정적 상위성(청색)과 부정적 상위성(적색)을 볼 수 있다.

집단유전학에서 다루는 상위성은 발현형질이 적응도에 미치는 영향을 관찰한 결과를 중심으로 기술한 것으로, 분자생물학에서 다루는 유전자 연관과 동일한 현상이다. 그러나 분자생물학이 유전자 연관의 과정을 다루는 것에 비해 집단유전학은 유전자 자리를 차지하는 여러 대립형질에 의해 발현된 발현형질이 세대에 따라 어떠한 변화를 가져오는지를 관찰한다.

## 상위성의 예
생쥐의 털색은 여러 유전자에 의해 결정된다. 자연의 생쥐는 각 털에 무늬가 있어 전체적으로 보아 회색을 띈다. 생쥐의 털색에 관여하는 유전자는 다음의 표와 같다.
| 염색체 위치 | 유전자 | 역할                                   | 발현 특징            |
| A           | AA     | 색소 형성을 지시한다                   | 우성 동형접합 유전자 |
| A           | Aa     | 색소 형성을 지시한다                   | 우성 대립유전자      |
| A           | aa     | 색소 형성을 막는다                     | 열성 동형접합 유전자 |
| B           | BB     | 회색의 무늬를 만든다                   | 우성 동형접합 유전자 |
| B           | Bb     | 회색의 무늬를 만든다                   | 우성 대립 유전자     |
| B           | bb     | 무늬형성을 억제하여 검은색이 되게 한다 | 열성 동형접합 유전자 |

이제 유전형이 AABB인 회색 생쥐와 aabb인 흰색 생쥐를 교배하면 첫 번째 자식 세대 F1의 유전형은 AaBb로 회색 생쥐가 된다. F1을 다시 교배한 자식 세대 F2의 털색 발현 비율은 다음의 표와 같이 9(회색):3(검은색):4(흰색) 가 된다.
| X  | AB    | Ab    | ab    | aB    |
| AB | AA BB | AA Bb | Aa Bb | Aa BB |
| Ab | AA Bb | AA bb | Aa bb | Aa Bb |
| ab | Aa Bb | Aa bb | aa bb | aa Bb |
| aB | Aa BB | Aa Bb | aa Bb | aa BB |

색소 형성을 억제하는 열성유전형질 aa가 B-b 대립유전자보다 상위에서 작용하는 것을 확인할 수 있다. 이는 A-a 대립형질에 의한 효소가 먼저 발현된 후 B-b의 털색 발현에 관여하는 효소가 발현하기 때문이다. 이러한 이유로 상위성을 보이는 대립형질에서는 멘델의 유전법칙 가운데 독립의 법칙이 지켜지지 않는다.

## 같이 보기
- 유전학
- 유전자 연관